# Spin-Bordismus
Ein Spin-Bordismus ist ein Begriff in der Mathematik und bezeichnet einen speziellen Bordismus (eine Relation unter Mannigfaltigkeiten) zwischen Spin-Mannigfaltigkeiten, also glatten Mannigfaltigkeiten mit einer Spin-Struktur, welche selbst eine Spin-Mannigfaltigkeit ist, sodass die Spin-Strukturen kompatibel sind. Spin-Bordismen können für die Definition einer verallgemeinerten Homologietheorie verwendet werden.

## Definition
Ganz allgemein lassen sich Bordismen von glatten Mannigfaltigkeiten für beliebige tangentialen Strukturen über die Komptabilität der jeweiligen Hochhebungen definieren (siehe etwa String-, Fivebrane- und Ninebrane-Bordismus), also insbesondere für Spin-Strukturen. Für {\displaystyle n}-dimensionale Spin-Mannigfaltigkeiten {\displaystyle M} und {\displaystyle N} mit jeweiligen Spin-Strukturen {\displaystyle \tau _{M}\colon M\rightarrow \operatorname {BSpin} (n)} und {\displaystyle \tau _{N}\colon N\rightarrow \operatorname {BSpin} (n)} ist eine {\displaystyle n+1}-dimensionale Spin-Mannigfaltigkeit {\displaystyle W} mit Spin-Struktur {\displaystyle \tau _{W}\colon W\rightarrow \operatorname {BSpin} (n+1)} ein Spin-Bordismus zwischen {\displaystyle M} und {\displaystyle N}, wenn es Inklusionen {\displaystyle i\colon M\hookrightarrow \partial W} und {\displaystyle j\colon N\hookrightarrow \partial W} mit:
{\displaystyle i(M)\sqcup j(N)\cong \partial W;}
{\displaystyle {\mathcal {B}}k\circ \tau _{M}=\tau _{W}\circ i;}
{\displaystyle {\mathcal {B}}k\circ \tau _{N}=\tau _{W}\circ j;}
gibt, wobei {\displaystyle k\colon \operatorname {Spin} (n)\hookrightarrow \operatorname {Spin} (n+1)} die kanonische Inklusion ist.
Statt Spin-Strukturen können auch Spinc- und Spinʰ-Strukturen betrachtet werden, welche tiefer durch die kanonischen Inklusionen:
{\displaystyle \operatorname {Spin} (n)\hookrightarrow \operatorname {Spin} ^{\mathrm {c} }(n)\hookrightarrow \operatorname {Spin} ^{\mathrm {h} }(n)}
heben, welche mit den kanonischen Projektionen auf {\displaystyle \operatorname {O} (n)} kompatibel sind. Dadurch können Spinc- und Spinʰ-Bordismen analog definiert werden.

## Spin-Bordismusgruppen
Mit der Äquivalenzrelation des Spin-Bordismus bilden die {\displaystyle n}-dimensionalen geschlossenen Spin-Mannigfaltigkeiten eine abelsche Gruppe {\displaystyle \Omega _{n}^{\operatorname {Spin} }} mit der disjunkten Vereinigung als Verknüpfung, der leeren Mannigfaltigkeit als neutrales Element und der Umkehr der Orientierung als Inversion. (Spin-Mannigfaltigkeiten sind immer orientierbar.) Mit der Pontrjagin-Thom-Konstruktion sind diese alternativ die Homotopiegruppen des Thom-Spektrums {\displaystyle \operatorname {MSpin} } der Spin-Gruppen:
{\displaystyle \Omega _{n}^{\operatorname {Spin} }\cong \pi _{n}\operatorname {MSpin} =\lim _{k\rightarrow \infty }\pi _{n+k}\operatorname {MSpin} (k).}
Spin-Bordismusgruppen bis acht Dimensionen wurden von John Milnor im Jahr 1963 berechnet:
- {\displaystyle \Omega _{0}^{\operatorname {Spin} }\cong \mathbb {Z} }, generiert vom einpunktigen Raum.
- {\displaystyle \Omega _{1}^{\operatorname {Spin} }\cong \mathbb {Z} _{2}}
- {\displaystyle \Omega _{2}^{\operatorname {Spin} }\cong \mathbb {Z} _{2}}
- {\displaystyle \Omega _{3}^{\operatorname {Spin} }\cong 1}
- {\displaystyle \Omega _{4}^{\operatorname {Spin} }\cong \mathbb {Z} }, generiert von der Kummer-Fläche {\displaystyle x^{4}+y^{4}+z^{4}+w^{4}=0}.
- {\displaystyle \Omega _{5}^{\operatorname {Spin} }\cong \Omega _{6}^{\operatorname {Spin} }\cong \Omega _{7}^{\operatorname {Spin} }\cong 1}
- {\displaystyle \Omega _{8}^{\operatorname {Spin} }\cong \mathbb {Z} ^{2}}, generiert vom quaternionischen projektiven Raum {\displaystyle \mathbb {H} P^{2}} und einem aus der Kummer-Fläche berechneten Generator.
- {\displaystyle \Omega _{11}^{\operatorname {Spin} }\cong 1}, was unter anderem in der M-Theorie verwendet wird.

## Spin-Bordismusring
Alle Spin-Bordismusgruppen können mit der direkten Summe in einer einzigen Struktur kombiniert werden:
{\displaystyle \Omega ^{\operatorname {Spin} }:=\bigoplus _{n\in \mathbb {N} }\Omega _{n}^{\operatorname {Spin} }.}
Mit dem kartesischen Produkt als zusätzlicher Komposition, welche mit der disjunkten Summe das Distributivgesetz erfüllt und daher mit ihr kompatibel ist, sowie dem Raum mit einem Element als entsprechendes neutrales Element ist diese ein Ring, welcher Spin-Bordismusring genannt wird.

## Spin-Homologietheorie
{\displaystyle \Omega _{n}^{\operatorname {Spin} }} definiert eine verallgemeinerte Homologietheorie. Für einen topologischen Raum {\displaystyle X} sind dessen {\displaystyle n}-Zykel die stetigen Abbildungen {\displaystyle M\rightarrow X} aus {\displaystyle n}-dimensionalen Spin-Mannigfaltigkeiten {\displaystyle M}. Zwei solche Abbildungen {\displaystyle f\colon M\rightarrow X} und {\displaystyle g\colon N\rightarrow X} sind homolog, wenn es einen Spin-Bordismus {\displaystyle W\colon M\rightsquigarrow N} gibt, welcher {\displaystyle f\sqcup g\colon M\sqcup N\rightarrow X} zu einer Abbildung {\displaystyle W\rightarrow X} erweitert. Jede verallgemeinerte Homologietheorie wird durch ein Spektrum repräsentiert, welches in diesem Fall genau {\displaystyle \operatorname {MSpin} } ist. Für alle topologischen Räume {\displaystyle X} gibt es daher Gruppenisomorphismen:
{\displaystyle \Omega _{n}^{\operatorname {Spin} }(X)\cong \pi _{n}^{\mathrm {stab} }(X_{+}\wedge \operatorname {MSpin} ):=\lim _{k\rightarrow \infty }\pi _{n+k}(X_{+}\wedge \operatorname {MSpin} (k))}
mit {\displaystyle X_{+}=X\sqcup \{*\}}. Durch den Vergleich mit dem obigen Resultat zeigt sich aufgrund der Neutralität von {\displaystyle \{*\}_{+}\cong S^{0}} im Wedge-Produkt, dass:
{\displaystyle \Omega _{n}^{\operatorname {Spin} }(*)\cong \Omega _{n}^{\operatorname {Spin} }.}

## Eigenschaften
- Ist eine mindestens neundimensionale 3-zusammenhängende Spin-Mannigfaltigkeit ohne String-Struktur spin-bordant zu einer anderen Spin-Mannigfaltigkeit, geht vordere durch mindestens fünfkodimensionale Chirurgien aus hinterer hervor.[3]
- Jede {\displaystyle n}-dimensionale Spin-Mannigfaltigkeit ist spin-bordant zu einer {\displaystyle \min \left\{3,\left\lceil {\frac {n}{2}}-1\right\rceil \right\}}-zusammenhängenden Spin-Mannigfaltigkeit, also für {\displaystyle n\geq 7} insbesondere immer zu einer 3-zusammenhängenden Spin-Mannigfaltigkeit.[4]
- Für {\displaystyle n}-dimensionale {\displaystyle \min \left\{3,\left\lceil {\frac {n}{2}}-1\right\rceil \right\}}-zusammenhängende Spin-Mannigfaltigkeiten {\displaystyle M} und {\displaystyle N} gibt es einen Spin-Bordismus {\displaystyle W\colon M\rightsquigarrow N}, sodass die Inklusion {\displaystyle M\hookrightarrow W} ebenfalls {\displaystyle \min \left\{3,\left\lceil {\frac {n}{2}}-1\right\rceil \right\}}-zusammenhängend ist.[4]
- Ist {\displaystyle M} eine kompakte {\displaystyle n}-dimensionale {\displaystyle k}-zusammenhängende Spin-Mannigfaltigkeit mit {\displaystyle k\leq 1} und {\displaystyle n\geq 2k+3} und spin-bordant zu einer kompakten Spin-Mannigfaltigkeit {\displaystyle N}, dann geht {\displaystyle M} aus {\displaystyle N} durch eine Reihe mindestens {\displaystyle k+2}-kodimensionaler Chirurgieoperationen hervor.[5]